# Ranieri Pontello
Ranieri Pontello (Firenze, 14 agosto 1948) è un imprenditore italiano, presidente della ACF Fiorentina dal 1980 al 1986.

## Biografia
Figlio di Flavio e nipote di Claudio, il 2 maggio 1980, Ranieri Pontello, dottore in giurisprudenza, viene eletto presidente della società viola, acquisita lo stesso anno dalla famiglia di imprenditori edili. Il suo miglior risultato alla guida del club fu il secondo posto ottenuto nella stagione 1981-82.